# Hans den äldre

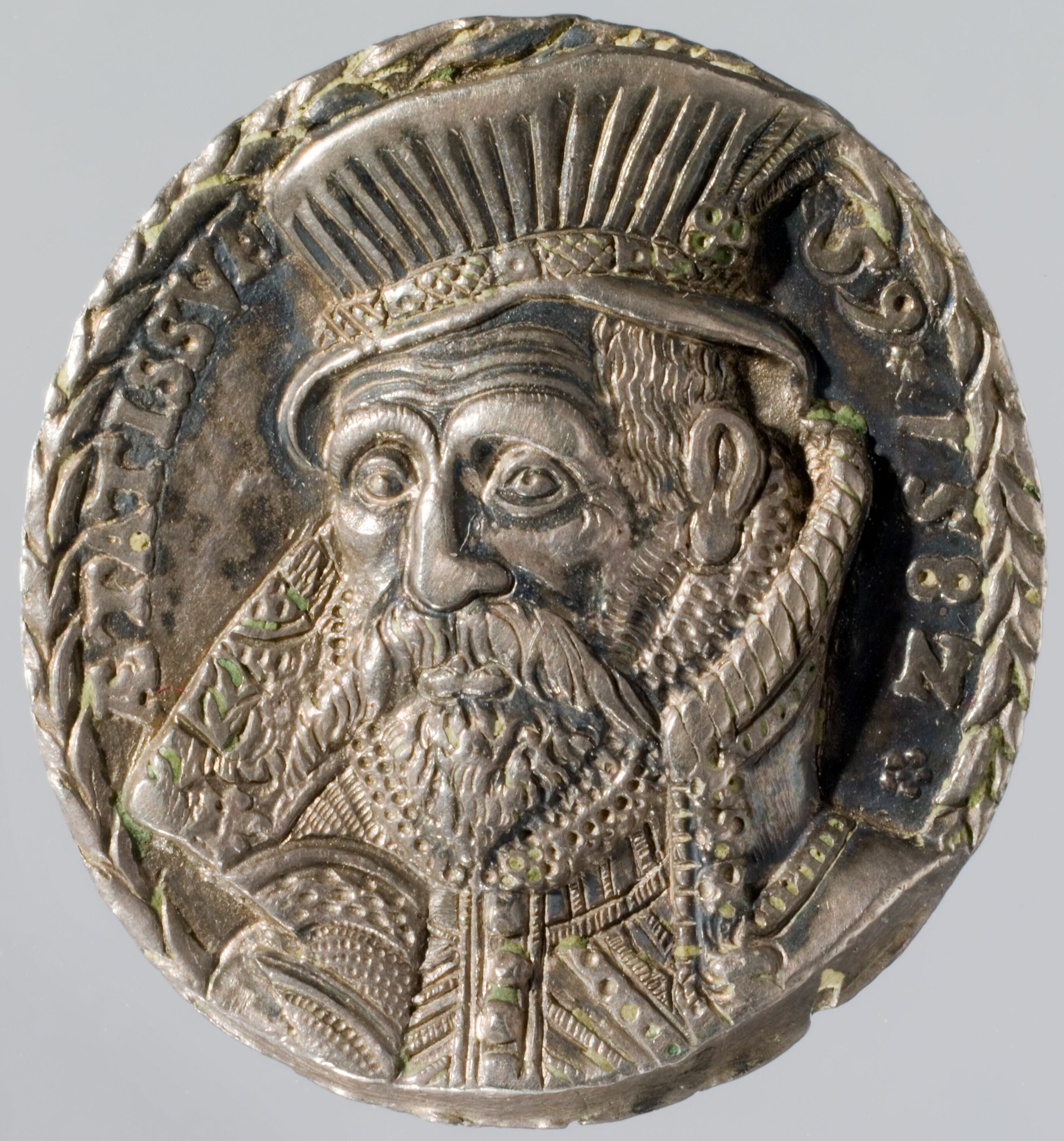
Hans den äldre.

Hans, född den 29 juni 1521, död den 1 oktober 1580, var en dansk prins och hertig av Slesvig och Holstein. Han var kung Fredrik I:s näst äldste son. 
Hans utsågs efter faderns död 1533 av de katolska biskoparna till kung i Danmark, men adeln föredrog den äldre brodern, Kristian. Vid hertigdömenas delning 1544 erhöll Hans den haderslevska delen, vilken utom norra Slesvig omfattade bland annat Rendsborg och Femern. Han deltog i tåget mot Dithmarschen 1559 och fick sin del av landet. Han stod i intimt förhållande till sin svägerska, änkedrottning Dorothea, och önskade äkta henne, men dog ogift och barnlös.